# Presiune dinamică
În dinamica fluidelor presiunea dinamică este mărimea definită prin:
{\displaystyle p_{d}={\frac {1}{2}}\rho \,u^{2}}
unde:
pd este presiunea dinamică, în Pa;
ρ este densitatea fluidului, în kg/m3; iar
u este viteza curgerii, în m/s.
Poate fi considerată energia cinetică a unei unități de volum a fluidului.
Pentru o curgere incompresibilă presiunea dinamică a unui fluid este diferența dintre presiunea sa totală și presiunea statică. Conform ecuației lui Bernoulli, presiunea dinamică este dată de
{\displaystyle p_{0}-p_{s}={\frac {1}{2}}\rho \,u^{2}}
unde p0 este presiunea totală, iar ps cea statică.

## Interpretarea fizică
Presiunea dinamică este energia cinetică pe unitatea de volum a unui fluid. Presiunea dinamică este unul dintre termenii ecuației lui Bernoulli, care poate fi obținută din legea conservării energiei pentru un fluid în mișcare.
Într-un punct de stagnare presiunea dinamică este egală cu diferența dintre presiunea de stagnare și presiunea statică, deci presiunea dinamică într-un câmp de curgere poate fi măsurată într-un punct de stagnare.
Un alt aspect important al presiunii dinamice este că, așa cum arată analiza dimensională, tensiunea aerodinamică (adică tensiunea în interiorul unei structuri supuse forțelor aerodinamice) care apare la o aeronavă care călătorește cu viteza {\displaystyle v} este proporțională cu densitatea aerului și pătratul lui {\displaystyle v}, adică proporțională cu {\displaystyle p_{d}}. Prin urmare, analizând variația lui {\displaystyle p_{d}} în timpul zborului, este posibil să se determine cum va varia tensiunea și, în special, când va atinge valoarea maximă. Punctul de sarcină aerodinamică maximă este un parametru critic în multe aplicații, cum ar fi vehiculele de lansare.
Presiunea dinamică poate apărea și ca termen în ecuația Navier–Stokes incompresibilă, care poate fi scrisă:
{\displaystyle \rho {\frac {\partial \mathbf {u} }{\partial t}}+\rho (\mathbf {u} \cdot \nabla )\mathbf {u} -\rho \nu \,\nabla ^{2}\mathbf {u} =-\nabla p+\rho \mathbf {g} }
Folosind identitățile calculului vectorial ({\displaystyle u=|\mathbf {u} |})
{\displaystyle \nabla (u^{2}/2)=(\mathbf {u} \cdot \nabla )\mathbf {u} +\mathbf {u} \times (\nabla \times \mathbf {u} )}
astfel încât pentru o curgere potențială incompresibilă ({\displaystyle \nabla \times \mathbf {u} =0}), al doilea termen din stânga în ecuația Navier–Stokes este doar gradientul presiunii dinamice. În hidraulică termenul {\displaystyle u^{2}/2g} se adaugă la diferența de nivel, rezultând hv iar presiunea dinamică este egală cu {\displaystyle \rho gh_{v}.}

## Utilizări

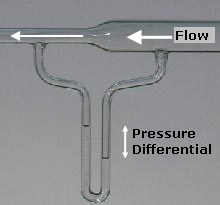
Curgere de aer printr-un venturimetru, arătând conexiunea în formă de „U” (un manometru) umplut parțial cu apă. La aparat se citește presiunea diferențială dată de diferența de înălțime a apei, din care se poate determina viteza aerului, respectiv debitul său.

Presiunea dinamică, împreună cu presiunea statică și presiunea datorată altitudinii, este utilizată în ecuația lui Bernoulli drept bilanțul energetic care definește starea unui fluid incompresibil cu densitate constantă aflat într-un sistem închis.

## Curgere compresibilă
Mulți autori definesc presiunea dinamică ca fiind expresia {\displaystyle \rho {\frac {u^{2}}{2}}} doar pentru curgerile incompresibile. Pentru curgerile compresibile, acești autori folosesc termenul de presiune de impact. Totuși, dacă presiunea dinamică este definită drept diferența dintre presiunea totală și presiunea statică, ea poate fi extinsă și la curgerile compresibile.
Pentru o curgere compresibilă se poate utiliza relația izentropică:
{\displaystyle p_{d}=p_{s}\left(1+{\frac {\gamma -1}{2}}M^{2}\right)^{\frac {\gamma }{\gamma -1}}-p_{s}}
unde
{\displaystyle p_{d}} este presiunea dinamică;
{\displaystyle p_{s}} este presiunea statică;
{\displaystyle M} este numărul Mach (adimensional);
{\displaystyle \gamma } este coeficientul de transformare adiabatică (adimensional, 1,4 pentru aer la nivelul mării).